# Limnophora boninensis
Limnophora boninensis är en tvåvingeart som beskrevs av John Otterbein Snyder 1965. Limnophora boninensis ingår i släktet Limnophora och familjen husflugor. Inga underarter finns listade i Catalogue of Life.